# Tapinoma silvestrii
Tapinoma silvestrii är en myrart som beskrevs av Wheeler 1928. Tapinoma silvestrii ingår i släktet Tapinoma och familjen myror. Inga underarter finns listade i Catalogue of Life.